# Gustaw Holoubek
Gustaw Teofil Holoubek (sinh ngày 21 tháng 4 năm 1923 tại Krakow, mất ngày 6 tháng 3 năm 2008 tại Warsaw ) - diễn viên điện ảnh và sân khấu người Ba Lan, đạo diễn và giám đốc nhà hát, nhà giáo dục, chủ tịch Hiệp hội các nghệ sĩ sân khấu và điện ảnh Ba Lan, thành viên người Ba Lan Viện Hàn lâm Khoa học và Nghệ thuật , Ủy viên Quốc hội PRL nhiệm kỳ VII và VIII (1976–1982), thượng nghị sĩ nhiệm kỳ I (1989–1991). Ông được coi là một trong những diễn viên, đạo diễn sân khấu và điện ảnh Ba Lan vĩ đại nhất trong lịch sử  .

## Tiểu sử
Ông là con duy nhất của Czech Gustaw. Năm 1939, ông tình nguyện nhập ngũ và tham gia chiến dịch Tháng Chín. Năm 1945, ông bắt đầu học tại Xưởng diễn xuất tại Teatr im. Juliusz Słowacki. Trong quá trình học của mình, ông đã đóng các vai trong phim dài tập và đóng vai trò là một phần của các buổi biểu diễn được dàn dựng trong nhà hát  . Năm 1947, ông tốt nghiệp Xưởng kịch nghệ Nhà nước ở Krakow (sau này được chuyển thành Trường Sân khấu nghệ thuật Quốc gia).
Gustaw Holoubek qua đời ngày 6 tháng 3 năm 2008. Tổng thống Lech Kaczyński đã trao tặng ông Huân chương Đại bàng trắng để ghi nhận những đóng góp xuất sắc của ông cho nền văn hóa Ba Lan, vì những thành tựu xuất sắc trong công việc nghệ thuật. Ông được chôn cất vào ngày 12 tháng 3 tại Nghĩa trang Powązki ở Warsaw (phần 14-1-1) . 

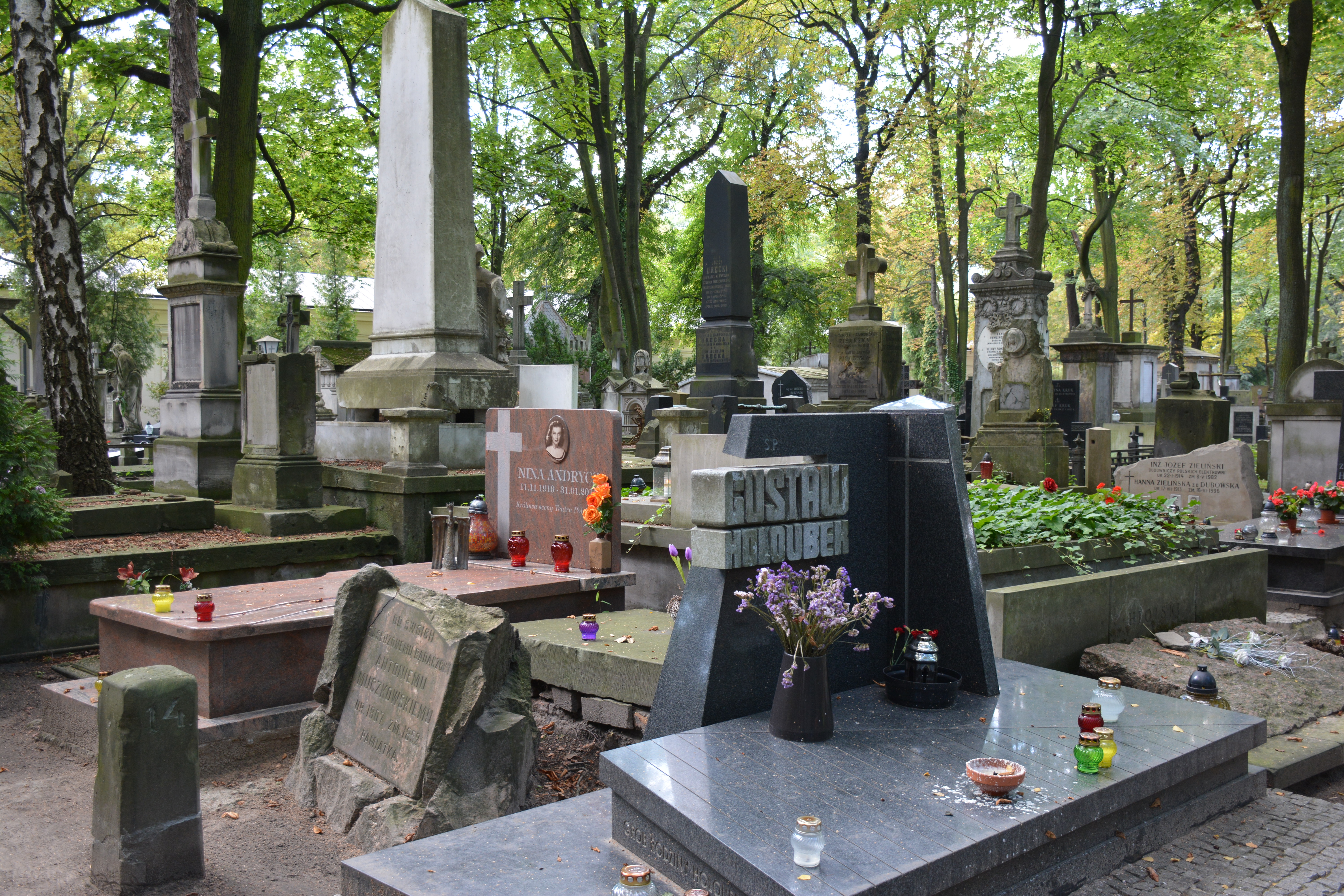
Bia mộ của Gustaw Holoubek tại Nghĩa trang Powązki ở Warsaw

## Sự nghiệp nghệ thuật

### Sự nghiệp sân khấu
Ông ra mắt công chúng vào ngày 1 tháng 3 năm 1947 với vai Charys trong Odyssey cùng với Stefan Flukowski 's Feaks tại Nhà hát Stary ở Krakow. Trong những năm 1949-1956, ông làm quản lý nghệ thuật, đạo diễn và diễn viên của Nhà hát Silesian ở Katowice.
Trong sự nghiệp sân khấu của mình, anh ấy đã đóng vai Tiến sĩ Rank trong bộ phim truyền hình Ngôi nhà búp bê của Henrik Ibsen. Ông cũng đóng vai chính trong Fantazy của Juliusz Słowacki do chính ông đạo diễn ( Nhà hát Stanisław Wyspiański Silesian ở Katowice , 1955), thẩm phán Cust ở Truda trong Cung điện Công lý của Ugo Betti , dir. Maria Wiercińska (Sân khấu của Nhà hát Ba Lan ở Warsaw, 1958), Goetz wÁc quỷ và Chúa của Jean-Paul Sartre , dir. Ludwika René ( Nhà hát Dramatyczny ở Warsaw , 1960), Fiddler trong Sławomir Mrożek 's Slaughterhouse (1975), vai chính trong William Shakespeare's King Lear (1977, đều do Jerzy Jarocki trình diễn tại Nhà hát Dramatyczny ở Warsaw). Năm 1989, ông xuất hiện trong vở kịch Ngày tận thế nhỏ , dựa trên cuốn tiểu thuyết của người bạn Tadeusz Konwicki , do Krzysztof Zaleski ( Nhà hát Ateneum ở Warsaw ) đạo diễn.
Ông từng là giảng viên tại Học viện Sân khấu ở Warsaw. Trong nhiều năm, ông là giám đốc của Nhà hát Kịch ở Warsaw. Ông bị cách chức vào tháng 1 năm 1983 do mâu thuẫn với chính quyền lúc bấy giờ.

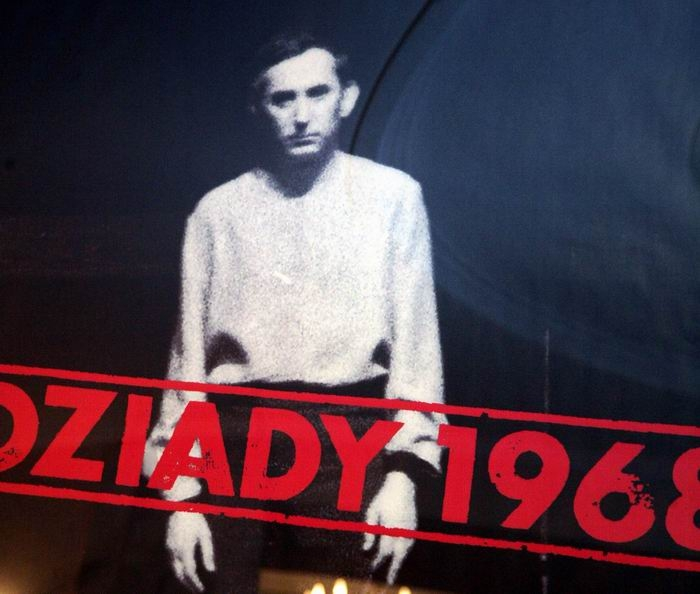
Gustaw Holoubek trong vai Gustaw trong vở kịch Dziady từ năm 1968

### Sự nghiệp điện ảnh và truyền hình
Anh xuất hiện lần đầu với vai Feliks Dzerzhinsky trong bộ phim tiểu sử Người lính chiến thắng (1953), dir. Wanda Jakubowska.  Các vai diễn đáng chú ý của ông bao gồm Bản thảo Saragossa (1965) và Viện điều dưỡng đồng hồ cát(1973) của Wojciech Has. Trong suốt cuộc đời của mình, nam diễn viên đã đóng hơn 50 vai diễn trong phim.
Ông là đạo diễn của bộ phim ngắn Czas zoom, khoảng cách thời gian , phần đầu tiên của loạt phim Những người qua đường muộn - đến (1962), và là đạo diễn kiêm biên kịch của bộ phim Mazepa (1975), dựa trên bộ phim truyền hình của Juliusz Słowacki.
Ông đã đóng trong gần một trăm vở của Nhà hát Truyền hình, hợp tác với nhiều đạo diễn Ba Lan, bao gồm cả. Adam Hanuszkiewicz , Zygmunt Hübner , Andrzej Łapicki , Olga Lipińska , Jerzy Gruza , Jan Englert , Andrzej Wajda và Krzysztof Kieślowski . Với tư cách là một đạo diễn, ông chuyển sang màn ảnh của Nhà hát Truyền hình: Fantazy (1971) và Kordian (1980) của Juliusz Słowacki, Hamlet của William Shakespeare (1974), Na dnie Maksim Gorky (1994), Hai rạp của Jerzy Szaniawski(1999) và King Oedipus của Sophocles (2005).

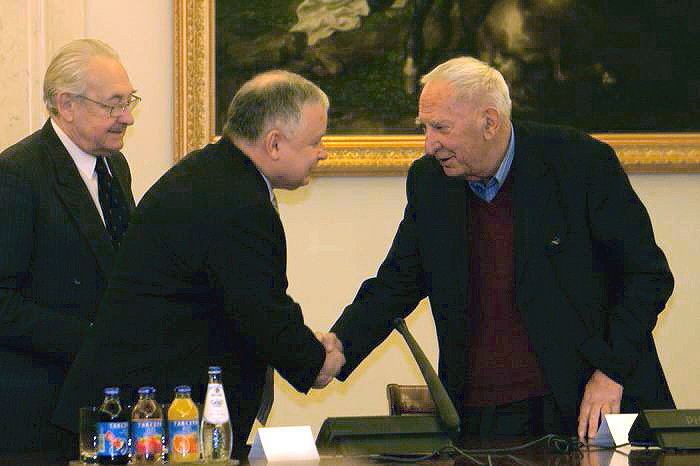
Andrzej Wajda, Lech Kaczyński và Gustaw Holoubek (2006)

## Một số tác phẩm nghệ thuật nổi bật

#### Tác phẩm kịch
- 1973: Elektra Jeana Giraudoux - Người ăn xin (đạo diễn Kazimierz Dejmek, Nhà hát kịch ở Warsaw)
- 1974: Sułkowski của Stefan Żeromski - D'Antraigues (đạo diễn bởi Kazimierz Dejmek, Nhà hát kịch ở Warsaw)
- 1975: Lò mổ của Sławomir Mrożek - Nghệ sĩ vĩ cầm (đạo diễn Jerzy Jarocki , Nhà hát kịch ở Warsaw)

#### Tác phẩm truyền hình
- 1972: Thơ của Antoni Słonimski , một buổi biểu diễn dựa trên các tác phẩm của Antoni Słonimski - đạo diễn
- 1973: Beatrix Cenci do Juliusz Słowacki - đạo diễn
- 1974: William Shakespeare's Hamlet - đạo diễn

#### Phim ảnh
- 1981 : Daimler-Benz limousine - Maks Feliński
- 1982 : Câu chuyện không thú vị - Giáo sư
- 1984 : Pismak - thẩm phán điều tra

## Giải thưởng và vinh danh
- Order of the White Eagle (di cảo, 2008) [5][6]
- Grand Cross of the Order of Polonia Restituta (2003) [4][7]
- Huân chương Lao động hạng nhất (1977) [8]
- Commander's Cross with a Star of the Order of Polonia Restituta (1998) [9]
- Huân chương Lao động hạng 2 (1954) [10]
- Knight's Cross của Order of Polonia Restituta (1953)
- Huân chương Kỷ niệm 30 năm Ngày Nhân dân Ba Lan (1974)[11]
- Huân chương Kỷ niệm 10 năm Nhân dân Ba Lan (1955) [12]
- Huy chương vàng cho "Bằng khen cho Văn hóa Gloria Artis" (2005)
- Huân chương của Ủy ban Giáo dục Quốc gia (1973)
- Huy chương "Pro Memoria" (2007)
- Huy chương kỷ niệm "Pro Masovia" (2007) [13]
- Huy hiệu kỷ niệm 1000 năm thành lập Nhà nước Ba Lan (1967)
- Huy hiệu danh dự "Những người có công cho Warsaw" (1977)
- Kỷ niệm 400 năm thành lập thủ đô Warszawa (1997)

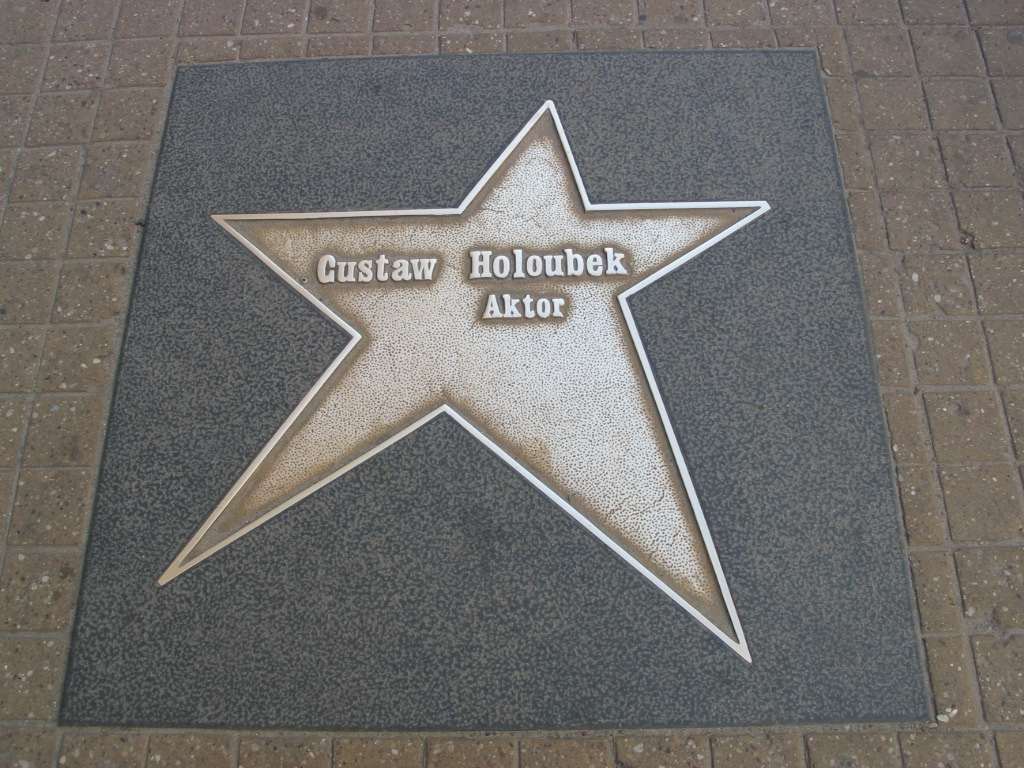
Một ngôi sao mang tên Gustaw Holoubek trên con phố lại Łódź

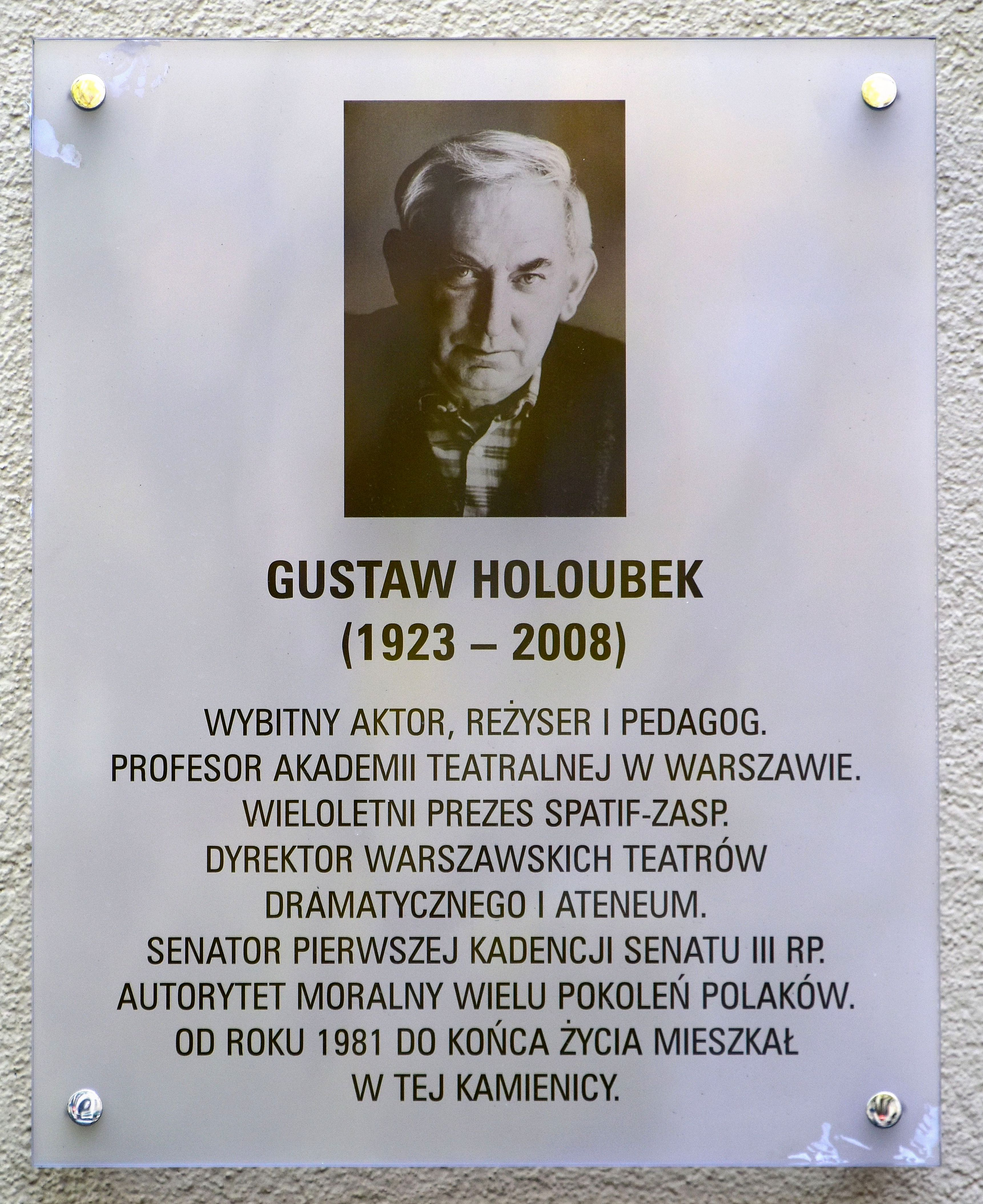
Một tấm bảng kỷ niệm trên mặt tiền của ngôi nhà chung cư tại ul. Narbutta 53, nơi Gustaw Holoubek sống trong những năm 1981–2008

### Giải thưởng về nghệ thuật
- Năm 1949: Giải thưởng tại Liên hoan nghệ thuật Nga và Liên Xô
- Năm 1952: Giải thưởng Nhà nước, hạng 3 cho các vai diễn: Łatki w Dożywociu của Aleksander Fredro , Fuller trong Ba mươi miếng bạc của Howard Fast và Tướng de Marinis trong vở diễn Wzgórze 35 của Jerzy Lutowski tại Teatr Śląski im. Stanisław Wyspiański ở Katowice
- Năm 1953: Giải thưởng Nhà nước, bằng cấp 3, cho các vai diễn của Vua Jan Kazimierz trong Mazepa của Juliusz Słowacki và Đô đốc trong Holocaust của Aleksander Korniejczuk đội của Aleksander Korniejczuk tại Nhà hát Śląski ở Katowice
- Năm 1961 : Tadeusz Boy-Żeleński
- 1962: Mặt nạ vàng - giải thưởng trong cuộc bình chọn "Express Wieczorny" cho nam diễn viên được yêu thích nhất trong năm
- 1963: Mặt nạ bạc trong cuộc bình chọn nam diễn viên được yêu thích nhất trong năm
- Năm 1964: Mặt nạ bạc trong cuộc bình chọn nam diễn viên truyền hình được yêu thích nhất
- 1965: Giải thưởng của Chủ tịch Ủy ban Phát thanh và Truyền hình cho các vai chính trong Don Juan, hay Stone Guest and Skapper of Molière , Phantasy của Juliusz Słowacki và Chúa tể trong Chân dung Dorian Gray của Oscar Wilde
- 1966: Srebrna Maska trong cuộc bình chọn "Express Wieczorny" cho nam diễn viên được yêu thích nhất năm 1965
- Năm 1966: Giải thưởng Nhà nước hạng nhất cho thành tích xuất sắc trong lĩnh vực sân khấu, điện ảnh và truyền hình [14]
- Năm 1967: Srebrna Maska trong cuộc bình chọn "Express Wieczorny" cho nam diễn viên được yêu thích nhất năm 1966
- Năm 1968: Giải thưởng của Chủ tịch Ủy ban Phát thanh và Truyền hình vì diễn xuất và chỉ đạo buổi biểu diễn tại Nhà hát Truyền hình Mazepa của Juliusz Słowacki
- 1970: Màn vàng cho vai diễn Mazepa của Juliusz Słowacki tại Nhà hát Truyền hình
- Năm 1973: Giải thưởng của Bộ trưởng Bộ Văn hóa và Nghệ thuật, bằng thứ nhất trong lĩnh vực sân khấu, vì những thành tích trong diễn xuất và đạo diễn
- 1975: Giải Nhất tại Liên hoan Nghệ thuật Đương đại Ba Lan lần thứ 16 ở Wrocław cho vai Nghệ sĩ vĩ cầm trong Lò sát sinh của Sławomir Mrożek tại Nhà hát Dramatyczny ở Warsaw
- 1975: Giải thưởng Thủ đô Warsaw
- 1978: Giải thưởng tỉnh Katowice trong lĩnh vực văn hóa và nghệ thuật năm 1977 cho những thành tích xuất sắc về nghệ thuật và xã hội
- 1978: Giải thưởng Nhà nước hạng nhất cho những màn diễn xuất xuất sắc: Fiddler trong Sławomir Mrożek's Slaughterhouse và danh hiệu trong King Lear của William Shakespeare tại Nhà hát Kịch ở Warsaw
- 1979: Złoty Szczupak - giải thưởng tại Liên hoan các tác phẩm truyền hình ở Olsztyn cho các vai Chłopicki trong Warszawianka của Stanisław Wyspiański và Brown trong Ly biệt của Tom Stoppard
- Năm 1979: Văn bằng của Bộ Văn hóa Liên Xô
- 1980: Giải Nhất của Liên hoan Nghệ thuật Đương đại Ba Lan lần thứ 21 tại Wrocław cho vai Master Fior trong buổi biểu diễn Operetta của Witold Gombrowicz tại Nhà hát Dramatyczny ở Warsaw
- 1980: Giải thưởng của Chủ tịch Ủy ban Phát thanh và Truyền hình cấp độ 1 cho sự hợp tác nghệ thuật xuất sắc với Đài Phát thanh và Truyền hình Ba Lan
- 1981: Giải nhất cuộc thi tại rạp chiếu phim truyền hình của Cuộc họp tại nhà hát Kalisz lần thứ 21 cho vai Người hùng trong Hồ sơ của Tadeusz Różewicz và Stańczyk trong Wesele của Stanisław Wyspiański
- 1982: Giải thưởng Đối đầu tại Nhà hát Opole lần thứ 8 cho vai Tol trong Skiza của Gabriela Zapolska
- 1987: Giải thưởng của Thị trưởng Warsaw cho vai Cha trong Jerzy Jarocki's Stas
- 1988: Màn ảnh vàng, giải thưởng của tạp chí "Ekran" cho vai Władysław Jagiełło trong phim truyền hình Królewskie Sny
- 1990: Giải thưởng của Chủ tịch Ủy ban Điện ảnh cho diễn xuất trong phim của Tadeusz Konwicki Law
- 1991: Great Splendor được trao bởi Đội nghệ thuật của Nhà hát Đài phát thanh Ba Lan
- 1993: Giải thưởng Cuộc đối đầu tại Nhà hát Opole lần thứ 18 cho vai vua Jan Kazimierz trong phim Mazep của Juliusz Słowacki tại Nhà hát Ateneum Stefan Jaracz ở Warsaw
- 1994: Superwiktor cho thành tích trọn đời
- 1994: Giải Prix Italia cho Nam diễn viên chính xuất sắc nhất cho Heinrich von Kleist trong The Prince of Homburg
- 1995 : Aleksander Zelwerowicz , được các biên tập viên của nguyệt san "Teatr" trao giải nhân dịp kỷ niệm 50 năm thành lập tạp chí
- 1998: Giải thưởng của Bộ trưởng Bộ Văn hóa trong lĩnh vực sân khấu
- 2001: Giải thưởng Liên hoan toàn quốc lần thứ nhất của Nhà hát Phát thanh và Truyền hình Ba Lan "Hai nhà hát" ở Sopot cho vai nam xuất sắc nhất trong vở diễn Nhà hát Truyền hình Hành trình của Gerald Aubert (cùng với Piotr Fronczewski )
- 2001: Bậc thầy nói tiếng Ba Lan
- 2004: Vị trí thứ nhất trong cuộc bình chọn của khán giả cho màn trình diễn hay nhất của Các buổi gặp mặt tại nhà hát XLIII Rzeszów - Vua Oedipus của Sophocles tại Nhà hát Ateneum ở Warsaw
- 2005: Giải thưởng lớn của Quỹ Văn hóa năm 2004
- 2005: Cyprian Kamil Norwid trong lĩnh vực sân khấu, được trao tặng bởi chính phủ của Mazowieckie Voivodeship
- 2005: Złoty Hipolit, giải thưởng của Hiệp hội Hipolit Cegielski ở Poznań.
- 2005: Ếch vàng, giải thưởng đặc biệt tại Liên hoan phim Camerimage lần thứ XIII ở Łódź cho những thành tích xuất sắc trong sự nghiệp diễn xuất
- 2006: Giải thưởng lớn của Liên hoan toàn quốc lần thứ 6 của Nhà hát Phát thanh và Truyền hình Ba Lan "Dwa Teatry" ở Sopot cho các diễn viên xuất sắc của Đài Phát thanh Ba Lan và Truyền hình Ba Lan.

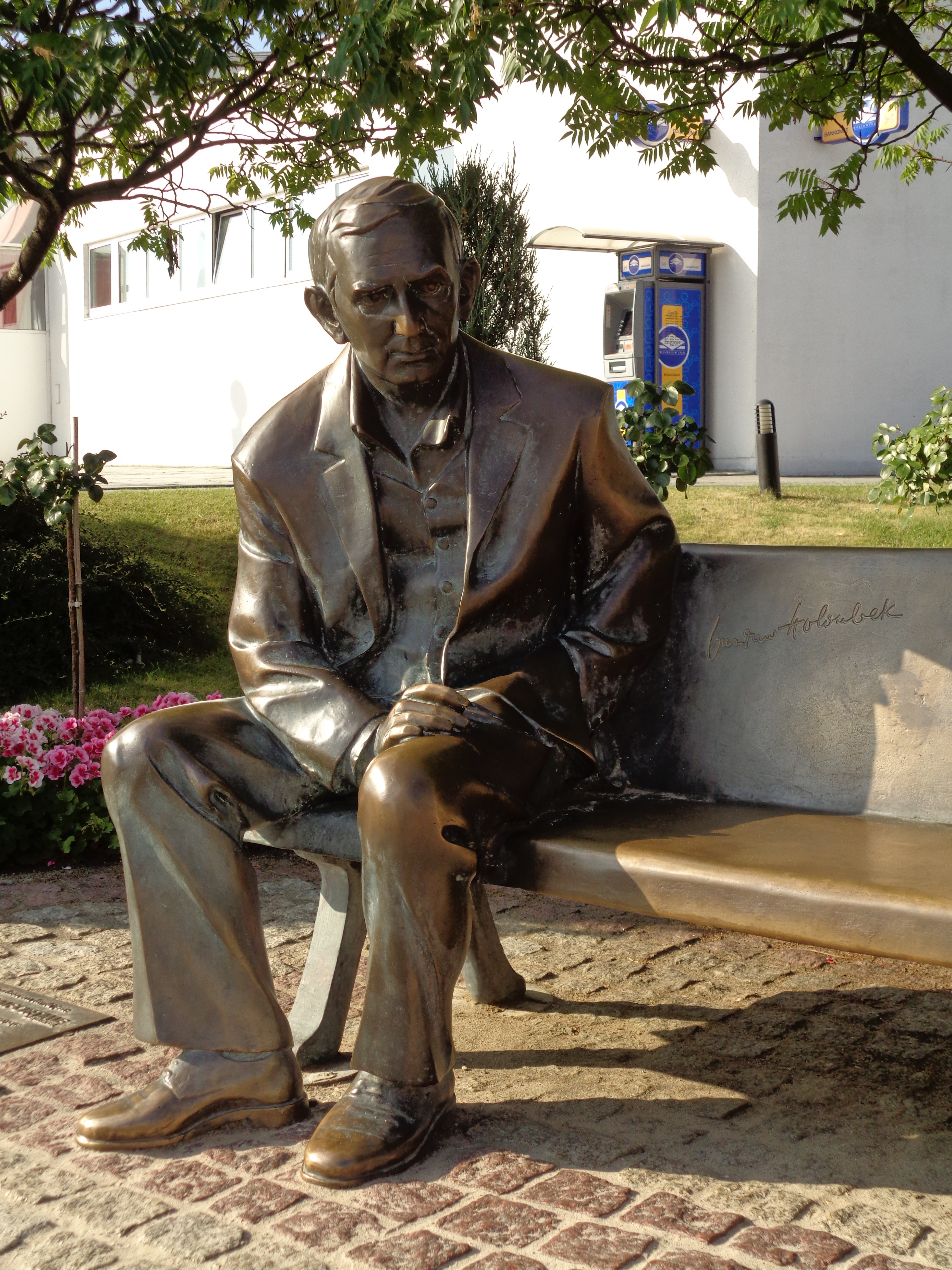
Một băng ghế tưởng niệm Gustaw Holoubek ở Międzyzdroje